# Charles Otis Whitman

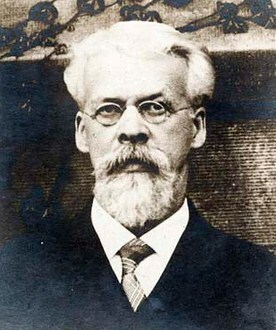
Charles O. Whitman

Charles Otis Whitman (geboren 6. Dezember 1842 in Maine (USA); gestorben 14. Dezember 1910 in Worcester (Massachusetts)) war ein US-amerikanischer Zoologe und Ethologe, der auch in Japan tätig war.

## Leben und Werk
Charles Otis Whitman machte seinen Studienabschluss am Bowdoin College. Angeregt von dem Forscher Alexander Agassiz ging er nach Deutschland und bildete sich an der Universität Leipzig unter Rudolf Leuckart weiter.
Nach seiner Rückkehr in die USA wurde er 1879 auf Empfehlung von Edward S. Morse, des ersten Professors der Zoologischen Fakultät der Universität Tokio, dessen Nachfolger an der Universität – ebenfalls als O-yatoi gaikokujin. Viele Zoologen wie Iijima Kai (飯島 魁; 1861–1921), der später Professor an derselben Fakultät wurde, und Ishikawa Chiyomatsu (1860–1935), Professor an der landwirtschaftlichen Fakultät der Universität Tokio, wurden stark von ihm beeinflusst.
Nach seiner Rückkehr in die Vereinigten Staaten im Jahr 1881 forschte Whitman an der Zoologischen Station Neapel (1882), wurde Assistent am „Museum of Comparative Zoology“ der Harvard University (1883 bis 1885) und leitete dann das „Allis Lake Laboratory“ in Milwaukee (1886 bis 1889). Er gründete das Journal of Morphology (1887). Ab 1892 war er Professor an der University of Chicago. Seine zoologischen Arbeiten umfassten unter anderem eine Untersuchung der frühen Blutegelentwicklung und Untersuchungen zur natürlichen Selektion und Mutation in der Evolution.
1890 wurde Whitman in die American Academy of Arts and Sciences, 1895 in die National Academy of Sciences gewählt.